# Käthe Delius
Käthe Delius (* 1893; † 1977) war eine deutsche Hauswirtschafterin.
Delius wurde als Tochter eines Juristen geboren. Nach Studium der Landwirtschaft war sie Referentin im Preußischen Ministerium für Landwirtschaft, Domänen und Forsten. In dieser Zeit war sie maßgeblich an der Schaffung von Bildungsstrukturen für Frauen im ländlich-hauswirtschaftlichen Bereich beteiligt. Unter anderem unterstützte sie maßgeblich die Reifensteiner Schulen, zu deren Absolventinnen sie selbst gehörte.
Nach Gründung der Bundesrepublik war sie Direktorin der Bundesforschungsanstalt für Hauswirtschaft (BfH). Sie publizierte zu wissenschafts- und bildungspolitischen Themen.

## Ehrungen
- 1955: Verdienstkreuz (Steckkreuz) der Bundesrepublik Deutschland